# ノイケルン区
ノイケルン区 (ノイケルンく、Bezirk Neukölln) は、ドイツの首都・ベルリン南東部にある行政区である。区コードは08であり、数多くのGründerzeit の建物に特徴づけられる。

## 地区
| 地区番号 地区・区域 | 面積      | 人口 （2020年12月31日人現在） | 人口密度     | 区内地図（地区の位置） |
| --- | --------- | ----------------------------- | ------------ | ---------------------- |
| 0801 ノイケルン - ロイターキーツ（クロイツケルン (Kreuzkölln)） - リックスドルフ (Rixdorf) - ベーミッシュ＝リックスドルフ | 11.71 km2 | 164,636人                     | 14,059人/km2 |                        |
| 0802 ブリッツ | 12.40 km2 | 42,846人                      | 3,455人/km2  |                        |
| 0803 ブーコウ | 6.35 km2  | 40,146人                      | 6,322人/km2  |                        |
| 0804 ルードウ | 11.81 km2 | 42,631人                      | 3,610人/km2  |                        |
| 0805 グロピウスシュタット                                                                                                 | 2.67 km2  | 37,686人                      | 14,115人/km2 |                        |

## 歴史
このエリアは1360年に リヒャルツドルフ（Richardsdorf）として初めて文献に登場する。マルタ騎士団によって所有されていた。それゆえこの区のワッペンにはマルタ十字が描かれている。
1737年、フリードリヒ・ヴィルヘルム1世は、モラヴィア兄弟団をボヘミアからこの地域に移住させた。これはリックスドルフ（Rixdorf）と呼ばれている。彼らは自身の教会や家を、今日のリヒャルト通り（Richardstraße）と呼ばれるベルリン中心部の道路に沿って建設した。この新しいボヘミア人村は1797年に独自の憲法を持つことを承認された。

### ベルリンの地区としてのノイケルン
1920年10月1日をもってノイケルンは大ベルリンに編入された。ブリッツ、ブーコウ、ルードウと合わせて行政区画14番を形成した。
1945年から1990年にかけてノイケルン区はベルリンのアメリカ占領地区であった。1987年、ノイケルン区はヨーロッパ的価値観における統合政策が評価され、ヨーロッパ賞を受賞している。2008年9月23日、連邦政府により「多様性の場所」という称号を与えられた。

## 現在
移民が多く住んでいるエリアの一つである。2006年にはリュトリ基幹学校（Rütli-Schule）で移民系生徒による校内暴力と学校崩壊によって全教員による廃校願いが市に提出され、ドイツのメディアをはじめ多文化主義政策の失敗などと報道された。2010年にはメルケル首相が「多文化主義は失敗」と公言した。ただし、それは従来の様な民族別に分かれた不十分な多文化主義政策の誤りを認めただけであって、移民との共存という根本的な政策については誤りとはせず、むしろより積極的に移民がドイツ社会に溶け込み共存していけるように努力していく必要があるとの趣旨の発言である。

## 姉妹都市
ノイケルン区は以下の都市と姉妹都市協定を結んでいる。

### 国外
- アンデルレヒト（ベルギー）1955年6月17日
- ブローニュ＝ビヤンクール（フランス・パリ近郊）1955年6月17日
- ザーンスタット（オランダ・アムステルダム近郊）1955年6月17日
- ハマースミス・アンド・フラム・ロンドン特別区 (イギリス）1955年6月17日
- バト・ヤム（イスラエル）1978年9月21日
- マリーノ（イタリア）1980年10月4日
- ウースチー・ナド・オリツィー（ドイツ語版）（チェコ）1989年11月6日または1989年11月24日
- プーシキン（ロシア・サンクトペテルブルク近郊）1991年6月3日
- プラハ第5区（チェコ）2005年9月8日
- イズミル＝チイリ（ドイツ語版）（トルコ）2005年10月29日

### 国内
- ヴェッツラー（ヘッセン州）1959年9月25日
- ケルン（ノルトライン＝ヴェストファーレン州）1967年11月15日
- レオンベルク（ドイツ語版）（バーデン＝ヴュルテンベルク州）1970年10月17日

### その他
- ドイツ連邦軍310主要衛生センター (Leitsanitätszentrum 310)、ベルリン駐屯地衛生センター (Standortsanitätszentrum Berlin）2001年7月6日

## ゆかりのある人物
- ホルスト・ブッフホルツ - 俳優
- アレクサンダー・ハッケ - ミュージシャン